# Цигантес, Иоаннис
Иоаннис Цигантес-Своронос (греч. Ιωάννης Τσιγάντες-Σβορώνος; 1897, Тулча, Румыния — 14 января 1943, Афины) — греческий офицер, лидер офицерской «Греческой военной организации» (ЭСО), предпринявшей попытку переворота в 1935 году, сотрудник британских секретных служб, организовавший во время тройной (германо-итало-болгарской) оккупации Греции 1941—1944 гг. организацию Мидас 614.

## Биография
Иоаннис Цигантес родился в городе Тулча (Румыния) в семье выходцев с греческого острова Кефалиния Герасима Свороноса-Цигантеса и Евгении Антипа.
Генерал-лейтенант С.Фотопулос в своей работе о Христодуле Цигантесе опровергает расхожее мнение о том, что он был близнецом Иоанниса Цигантеса.
Согласно Фотопулосу, Цигантес, Христодулос родился 30 января 1897 года, а его брат Иоаннис — 1 декабря того же года.
К концу первого десятилетия 20-го века тяжёлая болезнь вынудила Герасима Цигантеса с семьёй вернуться на свой остров, где он умер вскоре после своего возвращения.
После смерти отца старший сын, Христодулос, был послан к тёте в Константинополь, где окончил своё начальное образование и поступил в греческую «Великую школу Нации».
Второй сын, Иоаннис, окончив гимназию, поступил в Афинский университет на факультет химии (1914 или 1915).
Старший, Христодулос, по завершении учёбы в «Великой школе Нации», в возрасте 16 лет вернулся в Грецию, поставив себе целью стать офицером.
Не располагая достоверными данными о Иоаннисе, можно только предположить, что он, так же как его брат Христодулос, окончил Военное училище эвэлпидов в греческой столице. Нет данных о его участии в Первой мировой войне, но есть достоверные данные о том, что Иоаннис принял участие в малоазийском походе греческой армии.
В период апрель — октябрь 1921 года в Малой Азии служила добровольно его мать в качестве медсестры Красного Креста, а сам Иоаннис Цигантес в звании лейтенанта пехоты был тяжело ранен в марте в кровавом бое при Ковалице.
При этом Христодулос к 1934 году дослужился до звания подполковника, в то время как Иоаннис всего лишь до звания капитана.

## ЭСО
В марте 1935 года младшими офицерами (капитанами и лейтенантами) греческой армии, в числе которых был И.Цигантес, была создана организация ЭСО («Эллиники Стратиотики Органоси» — Греческая военная организация).
Позже к организации примкнули «полковники», включая брата Иоанниса, подполковника Х. Цигантеса.
Несмотря на младшее звание, И.Цигантес был неоспоримым лидером организации и был известен в кругах ЭСО под именем «Μείζων» (греч. Бо́льший, наиболее значительный):432.
Политическая программа организации была туманной, но своей прямой задачей организация считала разгром врагов Венизелоса и Демократии.
Более отдалёнными целями были очистка офицерского корпуса от «необразованных» офицеров и создание современного государства. Некоторые из членов организации вели речь о социализме «не прояснив до конца, что означает этот термин».
Структура организации образовывалась тремя концентрическими окружностями:
1. К первому кругу принадлежали «посвящённые», знающие о секретных планах и признававшие И.Цигантеса как «Μείζων».
2. Ко второму кругу принадлежали решительные и способные офицеры, но без больших амбиций.
3. К третьему кругу принадлежали офицеры, которых после победы движения предполагалось демобилизовать из армии чином выше и с соответствующей медалью.

В начале 1934 года ЭСО возглавил полковник Сарафис, который до конца 1933 году был военным атташе в Париже:433.

## Движение 1 марта
Движение 1 марта 1935 года является решительным поворотом в современной греческой истории.
В октябре 1934 года заканчивался президентский срок А.Заимиса. Премьер-министр Цалдарис заявил, что его партия решила избрать Заимиса президентом на второй срок, а его заместитель и военный министр генерал Кондилис заявил, что если Заимис не будет избран, то он свергнет существующий режим. Либеральная партия и другие демократические партии располагали большинством в Сенате и парламенте и могли утвердить другого президента. Партии и ЭСО согласовали кандидатуру Венизелоса. Согласно плану, в день избрания Венизелоса генерал Отонеос, командующий 3-м и 4-м корпусами армии, в сопровождении Сарафиса будут находиться в македонском городе Драма, а сам Венизелос на Крите, где его никто не сможет тронуть.
Правительство и Кондилис будут вынуждены признать его президентом. Но 19 октября был вновь избран Заимис, вместо ожидаемого избрания Венизелоса, которого предали его соратники.
Последовавшую попытку переворота 1 марта историк Т. Вурнас охарактеризовал «работой английской политики, которая являлась политической провокацией, чтобы дать повод правительству претворить глубокую антидемократическую реформу в армии, дабы она потеряла свой демократический характер и отошла от традиций 1821 года».
Правительство и Кондилис знали о готовившемся движении, но не предпринимали действий.
1 марта Сарафис занял казармы «Макриянниса» в Афинах, а И. Цигантес Военное училище эвэлпидов. Через несколько часов движение в Афинах потерпело неудачу. Цигантес покинул училище и был арестован «попивая кофе в пригороде»:439.
Адмирал Деместихас захватил большинство кораблей флота. Но Деместихас направился к Криту, где находился Венизелос вместо того, чтобы направиться к Македонии, где находилось большинство мятежных частей.
Это дало возможность Кондилису, сопровождаемому британским атташе, подавить мятеж к 10 марта. Генерал Каменос с группой офицеров попросил убежище в Болгарии.
В подавлении движения греческому правительству оказали помощь Британия, Франция и Югославия.
Герозисис пишет, что движение было организовано, чтобы потерпеть поражение и обеспечить следующие 2 цели:
1. Возвращение монархии, поскольку неудавшийся переворот давал возможность очистить армию от офицеров-республиканцев, составлявших большинство.
2. Закрепить подписанный в феврале 1934 года Балканский пакт[5]:441.

Герозисис пишет с уверенностью, что движение было саботировано и предано изнутри и что в ЭСО существовало хорошо организованное ядро английской Secret Intelligence Service:442.
Ф. Григориадис идёт ещё дальше: «до доказательства обратного, закрепилось мнение, что сами лидеры саботировали это движение. По приказу англичан, и обеспечивая английские планы неудачей движения. Многие из лидеров движения будут тесно связаны с англичанами во время будущей войны и в оккупацию. Его действительный лидер, „Μείζων“ - Цигантес, окажется высокопоставленным лицом в Intelligence Service. На одном уровне в иерархии тёмной британской службы с Крисом Вудхаузом (Montague Woodhouse, 5th Baron Terrington), который руководил британской миссией в греческих горах. Встаёт абсолютно оправданный вопрос — с какого момента он служил Intelligence Service, чтобы подняться так высоко? Вероятно до 1935 года»:441.

## После мятежа
Результатом поражения стала волна изгнания офицеров-республиканцев из армии.
31 марта 1935 года Чрезвычайным Трибуналом были осуждены к "пожизненному заключению" за Государственную измену И. Цигантес вместе со своим братом подполковником Х. Цигантесом, полковником Сарафисом и подполковником Стефанакосом.
Три офицера — майор Воланис, генералы М. Кимисис и 78-летний Анастасиос Папулас были расстреляны. Генералы перед расстрелом выкрикивали «За Республику». Расстрел Папуласа рассматривается сегодня исследователем Г. Караяннисом как месть монархистов за «Расстрел шести» в 1922 году.
Со дня движения и до выборов 9 июня 1935 года из армии были удалены 1500 офицеров, из которых 1350 пошли под трибунал:448.
С восстановлением конституционной монархии Цигантес был амнистирован без возвращения офицерского звания.

## Вторая мировая война
В октябре 1940 года началась Итало-греческая война. И. Цигантес, также как его брат, был отозван в армию, но в звании рядового. Однако нет данных о его непосредственном участии в войне. После того, как на помощь итальянцам пришла нацистская Германия, при приближении германских войск к Афинам премьер-министр Коризис, Александрос покончил жизнь самоубийством. Новый премьер министр, Э. Цудерос, перебрался со своим правительством на остров Крит, а затем в Египет.
С началом тройной германо-итало-болгарской оккупации Греции, Цигантес выбрался на Средний Восток, где был повышен задним числом в звание майора и был включён в круг лиц, сотрудничающих с английскими секретными службами (ΜΟ4), с целью организации Сопротивления греческими правыми партиями, как противовес руководимому греческими коммунистами Национально-освободительному фронту (ЭАМ) в Греции.

## Мидас 614

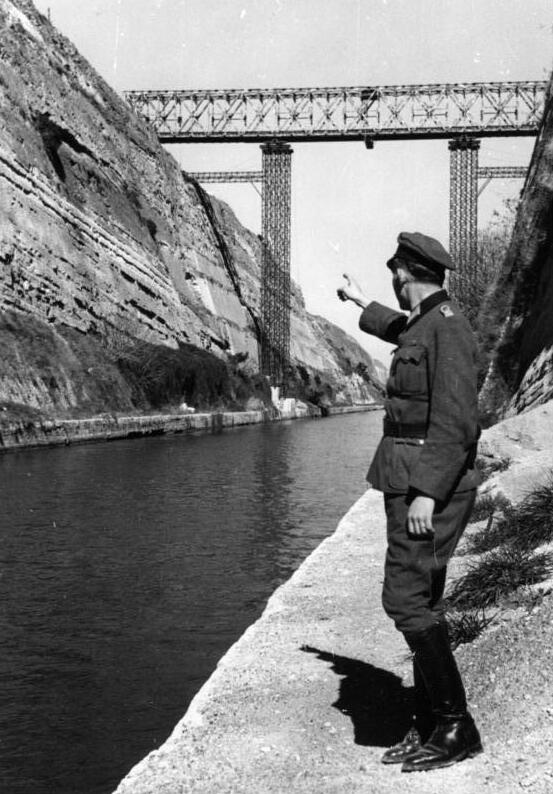
Коринфский канал и восстановленный немцами мост в апреле 1943 года.

Летом 1942 года союзные силы в Северной Африке противостояли Роммелю. В этот период Британский генеральный штаб на Ближнем Востоке приказал греческой группе «Прометей II», которая находилась под контролем британского Управления специальных операций (SOE), приступить к массовым операциям саботажа с целью прервать или задержать снабжение германских сил в Северной Африке, блокировать и разрушить восстановленный немцами мост Коринфского канала. Блокирование канала было задачей высочайшего значения, но не было достигнуто.
Было принято решение об отправке специальной группы.
2 августа 1942 года с английской подлодки в одной из бухт Мани (полуостров) высадилась группа в 14 человек. Возглавлял группу И. Цигантес. Кроме военного оборудования, раций и др, Цигантес располагал денежной суммой в 12.500 золотых фунтов.
Официально задачей Цигантеса был всё тот же Коринфский канал и его мост, но задача «была невыполнимой».
Цигантес со своим «острым умом», как пишет Герозисис, быстро убедился в господстве Народно-освободительной армии Греции (ЭЛАС) и Национально-освободительного фронта (ЭАМ) в оккупированной Греции.
С другой стороны организации, не принадлежащие коммунистам, такие как «Терос», не хотели сотрудничать с Цигантесом.
Так Цигантес основал свою организацию — Мидас 614, которая поставила перед собой следующие цели:
1. Объединение всех политических сил, не принадлежащих ЭАМ.
2. Формирование вооружённых сил как противовес ЭЛАС.

На политическом поприще Цигантес имел контакты с представителями многих политических партий, где его позицией было, что ЭАМ является «противником».
В военном плане Цигантес, встретив отказ в сотрудничестве от организации «Терос» и от ЭДЕС, вышел на организацию «3Α», в которой состоял его друг и соратник по 1935 году полковник Сарафис. При этом «3А» не исключала параллельные действия и сотрудничество с прокоммунистическим ЭЛАС. Цигантес предложил финансовую помощь и сбрасывание с воздуха оружия и снабжения, чтобы вместе с ЭДЕС создать сильное соединение под командованием англичан:600.
Герозисис пишет, что «деятельность Цигантеса была в пределах логики Intelligence Service, высокопоставленным лицом которой и был Цигантес».
На совещании «3А» генерал Прассос-Влахос, знакомый с 1935 года с тем, что означают английские фунты, с пафосом кричал «подальше от фунтов, подальше!, мы превратимся в наёмников».
Но другие члены руководства «3А» сочли, что они могут принять предложения Цигантеса, не теряя свою независимость.
Сарафис с помощью Цигантеса отправился в Фессалию 12 января 1943 года, за 2 дня до смерти последнего:618.
Фунты Цигантеса были отклонены также организацией «Комитет шести полковников».
Была назначена новая встреча с представителем комитета, Спилиопулосом:601..

## Смерть Цигантеса

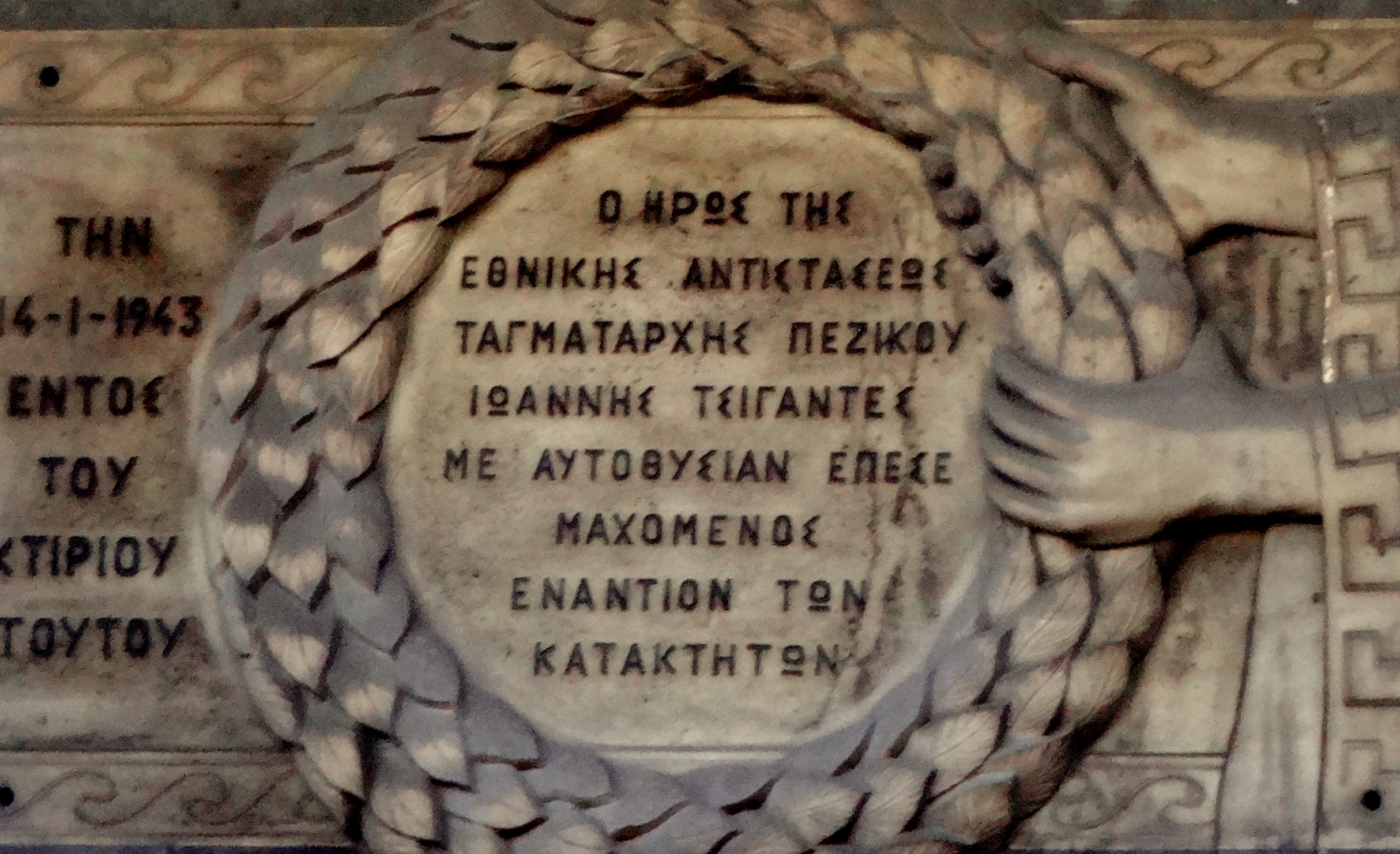
Мемориальная плита на здании, сражаясь в котором погиб Иоаннис Цигантес

А. Эверт, начальник полиции, сотрудничавшей с оккупантами, снабдил Цигантеса фальшивым удостоверением офицера полиции. В ответ на это Цигантес послал в Каир рапорт, восхваляющий Эверта, который включил в свою книгу греческий политик и министр Канеллопулос, Панайотис.
Используя удостоверение офицера полиции, Цигантес свободно передвигался по городу и снимал квартиры одну за другой в качестве своего убежища.
14 января 1943 года итальянское подразделение окружило убежище Цигантеса в подвале здания по улице Патисион 86, в центре Афин. Если бы Спилиопулос, представитель «Комитета шести», пришёл раньше положенного на встречу, он бы также оказался в кольце.
В последовавшей схватке Цигантес погиб, успев убить 2-х карабинеров и ранить ещё 3-х и успев сжечь свои архивы, о содержании которых знал он один:601.
Смерть Цигантеса была ударом для полковника Сарафиса, который потерял не только друга, но, находясь в Фессалии, потерял контакт с союзным командованием на Ближнем Востоке, от которого он ожидал поддержки. После перипетий, в марте отряд Сарафиса был, без крови, разоружён силами ЭЛАС. В апреле Сарафис не только согласился примкнуть к ЭЛАС, но принял предложение стать главнокомандующим Народно-освободительной армии Греции, которая присвоила ему звание генерал-лейтенанта:620.

## Вопросы, связанные со смертью Цигантеса
В предыстории смерти Цигантеса есть таинственный предатель, который регулярно звонил по телефону оккупационным властям, информируя об очередном убежище Цигантеса. Цигантесу всегда удавалось вовремя покинуть свои убежища, кроме последнего, рокового убежища по улице Патисион. Согласно информации, полученной греческим Сопротивлением из источников из греческой полиции, роковой звонок был сделан неизвестной женщиной, которая однако могла быть и подставным лицом. После войны было проведено множество расследований, одно из них по поручению Парламента Эллинов, но по сегодняшний день не удалось выяснить, кто предал Цигантеса, «став, дословно, его тенью».
Герозисис пишет, что хотя Цигантес был высокопоставленным лицом Intelligence Service в Греции, в ходе событий он оказался в конфронтации с двумя членами миссии, в особенности с тем, кто за ним «наблюдал». Герозисис считает, что Цигантес вышел за рамки данных ему инструкций и действовал «более по своему усмотрению». Он же считает, что под воздействием своего друга, полковника Сарафиса, который впоследствии примкнул к Народно-освободительной армии Греции и стал её главнокомандующим, Цигантес стал отклоняться от британских приказов и директив. Сарафис и в особенности Комнинос Пиромаглу, второе лицо в иерархии правой ЭДЕС, считали, что Цигантес был «сдан» англичанами. Пиромаглу был категоричен в этом своём обвинении:602.
К тому же прибывшая в Грецию через 2 месяца после группы Цигантеса группа Майерса-Вудхауза, задействовав ЭДЕС и в силу необходимости ЭЛАС, успешно осуществила 25 ноября 1942 года Взрыв моста Горгопотамоса. После чего группа Майерса-Вудхауза создала противовес ЭЛАС в лице Зерваса и руководимого им ЭДЕС, и с декабря 1942 года обосновалась в горах Средней Греции в качестве официальной «Британской военной миссии».

## Конец Мидаса 614
.
Через 45 дней после смерти Цигантеса последовал арест группы его радистов. К. Руссос погиб в бою с немцами. М. Андроникос, Т. Лиакос, М. Даниилидис были расстреляны немцами 20 мая 1943 года. Из общей суммы 12.500 золотых фунтов, которыми располагал Цигантес по прибытии в Грецию, только 800 фунтов были найдены и переданы на хранение сержантом Д. Гифтопулосом Э. Мандрулиасу (псевдоним «Александринос» — александриец).

## Признание
После своей смерти Цигантес был повышен в звании до подполковника как «павший на поле боя». На здании по улице Патисион, где Иоаннис Цигантес был убит, в 1984 году была установлена мемориальная плита. Мемориальный памятник организации Мидас-614 и бюст Цигантеса установлены в центре греческой столицы, недалеко от Марсова поля.